# SN 2007bz
SN 2007bz – supernowa typu Ia odkryta 22 kwietnia 2007 roku w galaktyce IC3918. W momencie odkrycia miała maksymalną jasność 16,70m.